# کارمولینو-گیدرویتسکی
کارمولینو-گیدرویتسکی (به لاتین: Karmolino-Gidroitsky) یک منطقهٔ مسکونی در روسیه است که در شهرستان کوشخابلسکی واقع شده‌است. کارمولینو-گیدرویتسکی ۲۱۳ نفر جمعیت دارد.